# Université de Kyūshū
Vous lisez un « bon article » labellisé en 2012.
L'université de Kyūshū (九州大学, Kyūshū Daigaku), souvent abrégée en Kyudai (九大, Kyūdai), est une université nationale japonaise située à Fukuoka, dans l'île de Kyūshū. Elle a été fondée en 1903 sous la forme d'un collège de médecine avant d’acquérir en 1911 le statut université impériale, et appartient depuis 2004 à l'association des universités nationales du Japon.
L'université compte trois campus principaux répartis à Fukuoka, plus précisément à Ōhashi, à Chikushi, et à Ito. Elle forme quelque 18 743 étudiants, dont 1 713 étrangers, et compte 4 940 personnes travaillant dans des activités liées à la recherche ou à l'enseignement. Elle est structurée en douze facultés pour le 1er cycle et dix-sept pour les cycles suivants. Elle comprend par ailleurs un hôpital, des bibliothèques totalisant un peu plus de quatre millions de titres et un musée.

## Histoire

### Création de l'université

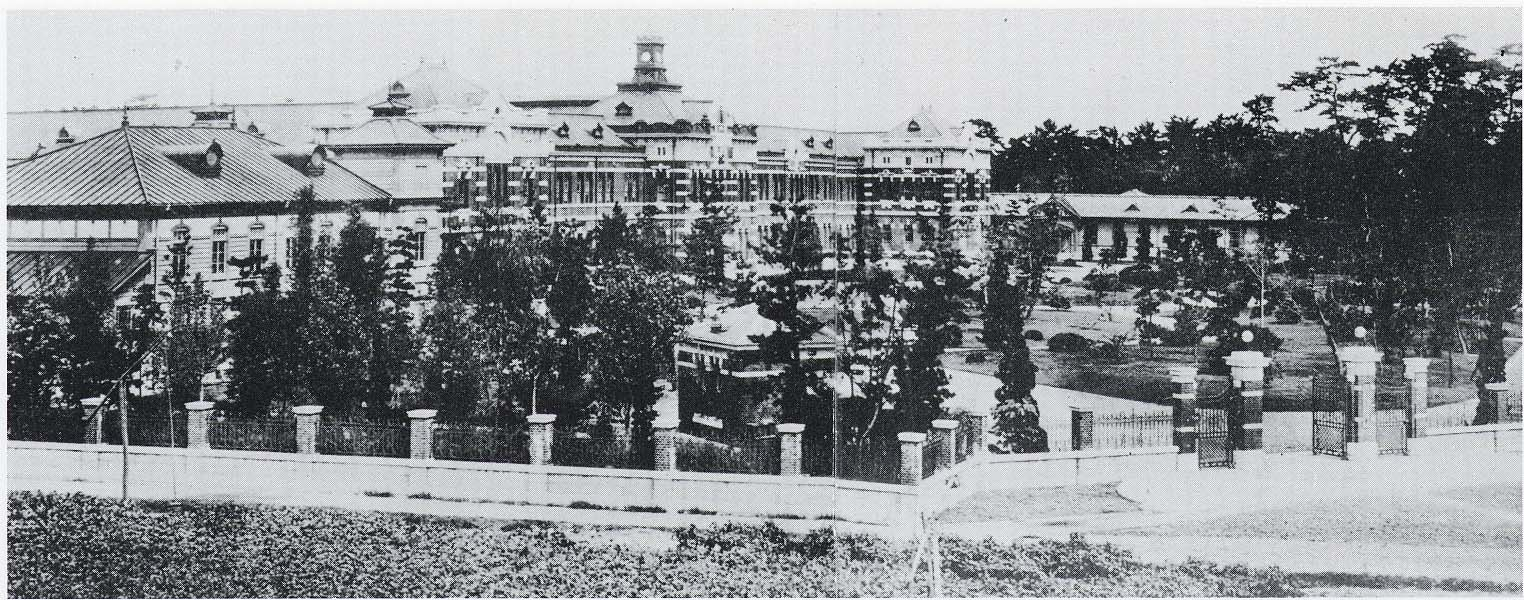
La faculté d'ingénierie peu après sa création.

Le gouvernement japonais met en place à la fin du XIXe siècle un système d'universités impériales, et ouvre par ce biais une première université de ce type à Tokyo en 1877, puis à Kyoto en 1897. Un projet de création de deux nouvelles universités impériales dans la région du Tōhoku et sur l'île de Kyūshū est proposé au gouvernement par la diète japonaise en 1900. Cependant, celui-ci n'aboutit pas par manque de fonds, le pays privilégiant les dépenses militaires en raison de risques de conflit contre la Russie. Une nouvelle demande est faite par la diète en 1902 mais n'aboutit pas pour les mêmes raisons. La création d'une école de médecine à Fukuoka en 1903 par l'université impériale de Kyoto est cependant obtenue. La situation est finalement débloquée par des donations du zaibatsu Furukawa, et l'université est officiellement fondée le 1er janvier 1911 sous le nom d'université impériale de Kyūshū (九州帝國大學, Kyūshū teikoku daigaku).
Deux premiers départements de médecine et d’ingénierie sont ouverts en 1911. L’établissement doit une première fois revoir son organisation interne avec l’application de la loi impériale sur les universités en avril 1919 et les départements sont restructurés en facultés. La même année l'établissement se voit ajouter une faculté d'agriculture, suivie en 1924 par une faculté de droit et une faculté de lettres. En 1922 une première bibliothèque universitaire est par ailleurs ouverte.

### Développement et Seconde Guerre mondiale
Un nouveau campus ouvre en 1921 dans le quartier de Ropponmatsu à Fukuoka, et une faculté des sciences est ouverte en 1939. Les capacités de recherche de l'université se développent à partir de la première moitié des années 1930 avec l'ouverture en 1931 d'un institut de recherche sur la balnéothérapie, puis d'un institut de recherche sur l'ingénierie des fluides en 1942 et d'un institut de recherche sur l'élasticité en 1943.
Pendant la Seconde Guerre mondiale, les ouvrages des bibliothèques furent transférés dans un temple à Dazaifu et dans d'autres villes en dehors de la préfecture pour éviter des dommages de guerre. Des crimes de guerre sont aussi commis dans la faculté de médecine de l'université : huit prisonniers de guerre américains y sont vivisectés en 1945, ce qui vaudra d'ailleurs après la guerre la condamnation à mort du général Isamu Yokoyama pour sa responsabilité de commandant.

### Restructuration après la Seconde Guerre mondiale
À la suite de la défaite du Japon lors de la Seconde Guerre mondiale, le système universitaire japonais est restructuré par l’occupant américain. En 1947, l’université prend son nom actuel d’université de Kyūshū (九州大学, Kyūshū daigaku). En mai 1949, une loi sur l’éducation réforme le système universitaire japonais. La durée du premier cycle universitaire passe ainsi de trois à quatre ans. Par ailleurs, l'université intègre la même année le lycée de Fukuoka (福岡高等学校, Fukuoka koto gakkō), ainsi que le collège d'ingénierie de Kurume (久留米工業専門学校, Kurume kougyou senmon gakkō).
De nouvelles facultés ouvrent à cette époque, avec la mise en place de la faculté d'éducation en 1949, et la réforme la même année du premier cycle qui passe à huit facultés. Le deuxième cycle est lui aussi réformé en 1953 et structuré autour de huit graduate schools.

### Développements récents

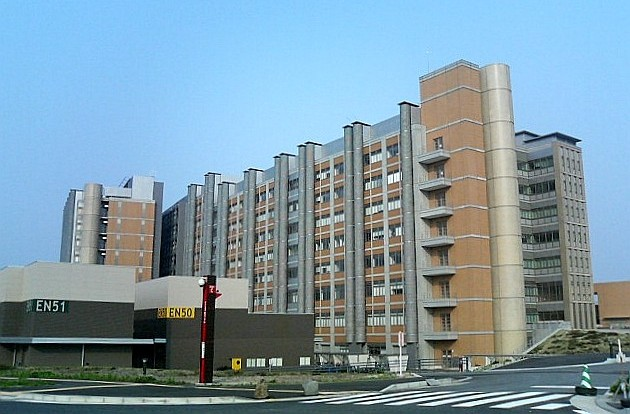
Le campus d'Ito ouvre à partir de 2005.

L'université ouvre de nouveaux laboratoires de recherche dans les années 1970 et 1980 et augmente ses formations de deuxième et troisième cycle lors de la décennie suivante, et l'université de design de Kyūshū est intégrée en 2003. En 1991, il est décidé de concentrer les activités de deux campus de l'établissement sur un unique nouveau campus à l'ouest de Fukuoka, et le nouveau campus d'Ito ouvre en 2005. La destruction du campus de Ropponmatsu, qui a été utilisé par l'université depuis 1921 et dont les activités ont été déplacées sur le campus d'Ito, est effectuée entre janvier et septembre 2011.
Depuis 2004, l'université est devenue, par le biais d'une nouvelle loi s'appliquant à toutes les universités nationales, une entreprise d'université nationale. Malgré ce changement qui a augmenté son autonomie, notamment financière, l'université de Kyūshū est toujours partiellement contrôlée par le ministère de l'Éducation. Elle est par ailleurs sélectionnée par ce même ministère en 2010 pour faire partie des treize premières universités sélectionnées par le programme « Global 30 » qui vise à augmenter le nombre d’étudiants étrangers au Japon.

### Liste des présidents
Le président actuel, Setsuo Arikawa (有川節夫), élu en 2008, est le 22e président de l’université.
| Kenjirō Yamakawa (山川健次郎)    | 1911-1913 | Isao Kikuchi (菊池勇夫)      | 1949-1953 | Kenzō Tanaka (田中健蔵)     | 1981-1986   |
| Bunji Mano (真野文二)            | 1913-1926 | Minoru Yamata (山田穣)       | 1953-1961 | Ryōhei Takahashi (高橋良平) | 1986-1991   |
| Gintarō Daikuhara (大工原銀太郎) | 1926-1929 | Munenori Enjōji (遠城寺宗徳) | 1961-1967 | Kōji Wada (和田光史)        | 1991-1995   |
| Shikejirō Matsu'ura (松浦鎮次郎) | 1929-1936 | Taka'aki Mizuno (水野高明)   | 1967-1969 | Yōichi Sugioka (杉岡洋一)   | 1995-2001   |
| Masao Takayama (高山正雄)        | 1936      | Hideo Irie (入江英雄)        | 1969-1970 | Chisato Kajiyama (梶山千里) | 2001-2008   |
| Bunroku Arakawa (荒川文六)       | 1936-1945 | Kazuyoshi Ikeda (池田数好)   | 1970-1975 | Setsuo Arikawa (有川節夫)   | Depuis 2008 |
| Gengo Hyakutake (百武源吾)       | 1945      | Kenji Takeya (武谷健二)      | 1975-1978 |                             |             |
| Yuzuru Okuta (奥田譲)            | 1945-1949 | Yoshiya Kanda (神田慶也)     | 1978-1981 |                             |             |

## Composantes
L'université est structurée pour ses activités d'enseignement et de recherche en facultés de 1er cycle (学部), qui ont la charge des étudiants de 1er cycle universitaire, en facultés de cycles supérieurs (学府), désignées aussi sous l'appellation de graduate schools, qui ont la charge de la formation des étudiants de 2e et 3e cycle universitaire, ainsi qu'en instituts de recherche (研究院, kenkyūin) et en facultés de recherche qui sont chargés d'une partie de la recherche. L’université compte aussi des services communs, qui centralisent certaines des activités transversales de l’établissement.

### Composantes d'enseignement

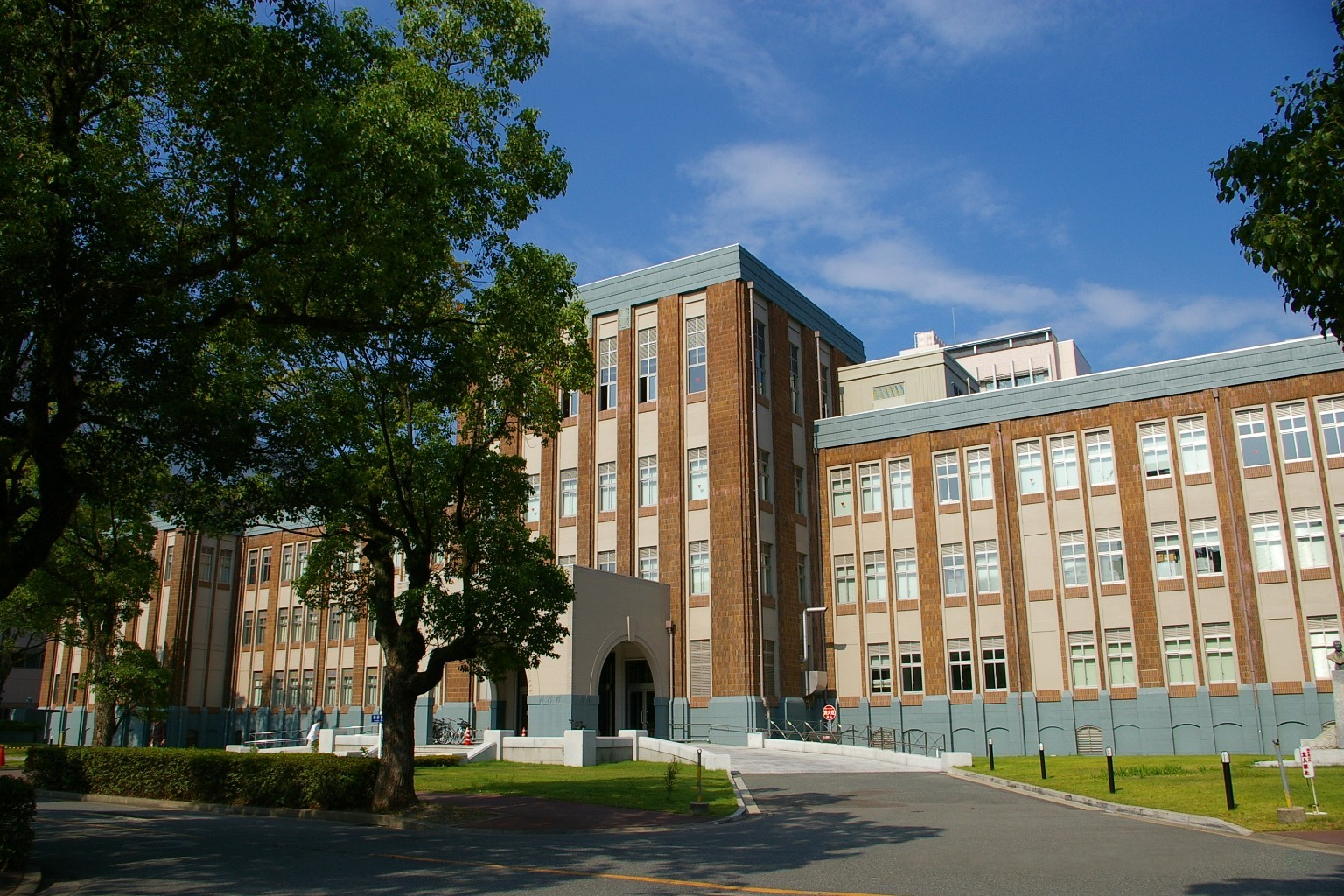
La faculté de médecine.

L’université compte douze facultés de premier cycle (学部, gakubu) qui scolarisent 11 752 étudiants en 2010. Les champs de spécialité de chacune d’elles sont les suivants : lettres, éducation, droit, économie, sciences, médecine, odontologie, pharmacie, ingénierie, design, agriculture, et programme pour le XXIe siècle.
L'établissement compte par ailleurs 17 facultés de cycles supérieurs (学府, gakufu) qui scolarisent 6 568 étudiants en 2010. La durée de leurs enseignements est de deux ans pour le deuxième cycle universitaire, et de trois ans pour le troisième cycle universitaire. Les champs de spécialité de chacune d’elles sont les suivants : sciences humaines, droit, économie, sciences, médecine, odontologie, pharmacie, ingénierie, design, bioressources et sciences de l'environnement, études de l'environnement humain, sciences de l'information et ingénierie électrique, études culturelles et sociales, mathématiques, sciences des systèmes de la vie, sciences interdisciplinaires de l'ingénierie, ainsi que les sciences de pointe. Sont aussi intégrées à ce système quatre écoles professionnelles qui prennent en charge des enseignements de droit, d’économie, de médecine, et de sciences de l'environnement humain qui scolarisent 445 étudiants en 2010.

### Composantes de recherche
Quatre instituts de recherche sont administrés par l'université : l'institut médical de biorégulation qui compte six composantes, l'institut de recherche de mécanique appliquée qui compte cinq composantes, l'institut d'ingénierie et de recherche des matériaux qui compte quatre composantes, et l'institut des sciences de la santé qui compte une seule composante.
Seize facultés de recherche prennent en charge les activités de recherche des facultés de cycles supérieurs, à savoir les facultés de recherche de sciences humaines, d'études sociales et culturelles, d'études de l'environnement humain, de droit, d'économie, de langues et de cultures, de sciences, de mathématiques, de sciences médicales, de sciences de l'odontologie, de sciences pharmaceutiques, d’ingénierie, de design, d'agriculture, de sciences de l'ingénierie, et d'ingénierie des sciences de l'information et de l'électricité.
Enfin, l'université dispose de 42 autres structures de recherches mutualisées avec d'autres établissements que ses chercheurs peuvent utiliser.

### Composantes communes

#### Bibliothèques
Les fonds de l'université sont gérés par un système commun depuis 1922 et la création d'une bibliothèque universitaire, et le premier bâtiment est inauguré en 1924 sur le campus de Hakozaki. Ils sont organisés autour d’une bibliothèque centrale à laquelle s’ajoutent six bibliothèques secondaires, ainsi que plusieurs bibliothèques gérées par différents laboratoires et départements. Elles totalisent en 2010 quelque 4 016 028 livres et 92 741 périodiques, trois cinquièmes environ de ces fonds étant en langue japonaise et le reste dans d'autres langues, et ses fonds ont augmenté de 52 635 livres et de 15 991 périodiques la même année pour un budget total de 1,2 milliard de yens.

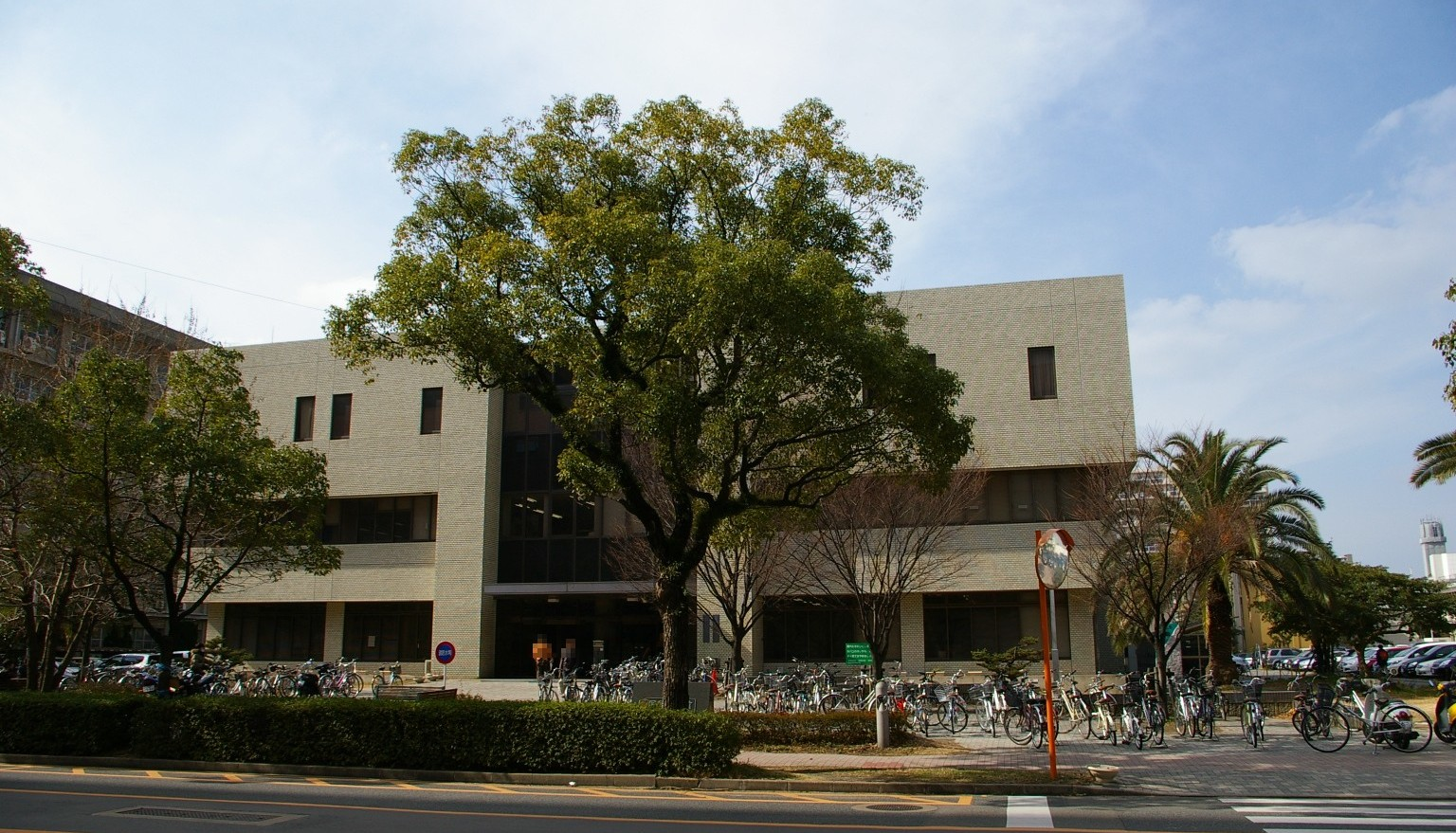
La bibliothèque de médecine.

La bibliothèque principale est située sur le campus de Hakozaki. Elle est construite en 1924 et déménagée dans de nouveaux locaux en 1972; elle dispose d'un fonds de 937 970 livres. La bibliothèque de médecine est ouverte en 1947 et déménagée dans de nouveaux locaux en 1956 puis en 1981; elle dispose d'un fonds de 351 512 livres, celle de design est ouverte en 1968 et dispose d'un fonds de 170 288 livres, celle de Chikushi est ouverte en 2000 et dispose d'un fonds de 142 595 livres, la bibliothèque de sciences humaines et sociales est ouverte en 2005 et dispose d'un fonds de 1 405 804 livres ; la même année est ouverte sur le campus d'Ito la bibliothèque de sciences et techniques qui dispose d'un fonds de 921 198 livres.
Les bibliothèques comptent plus d'une centaine de collections particulières dont la première est collectée en 1926. Plusieurs biens culturels importants y sont conservés, dont un exemplaire du Yamato monogatari.

#### Musée

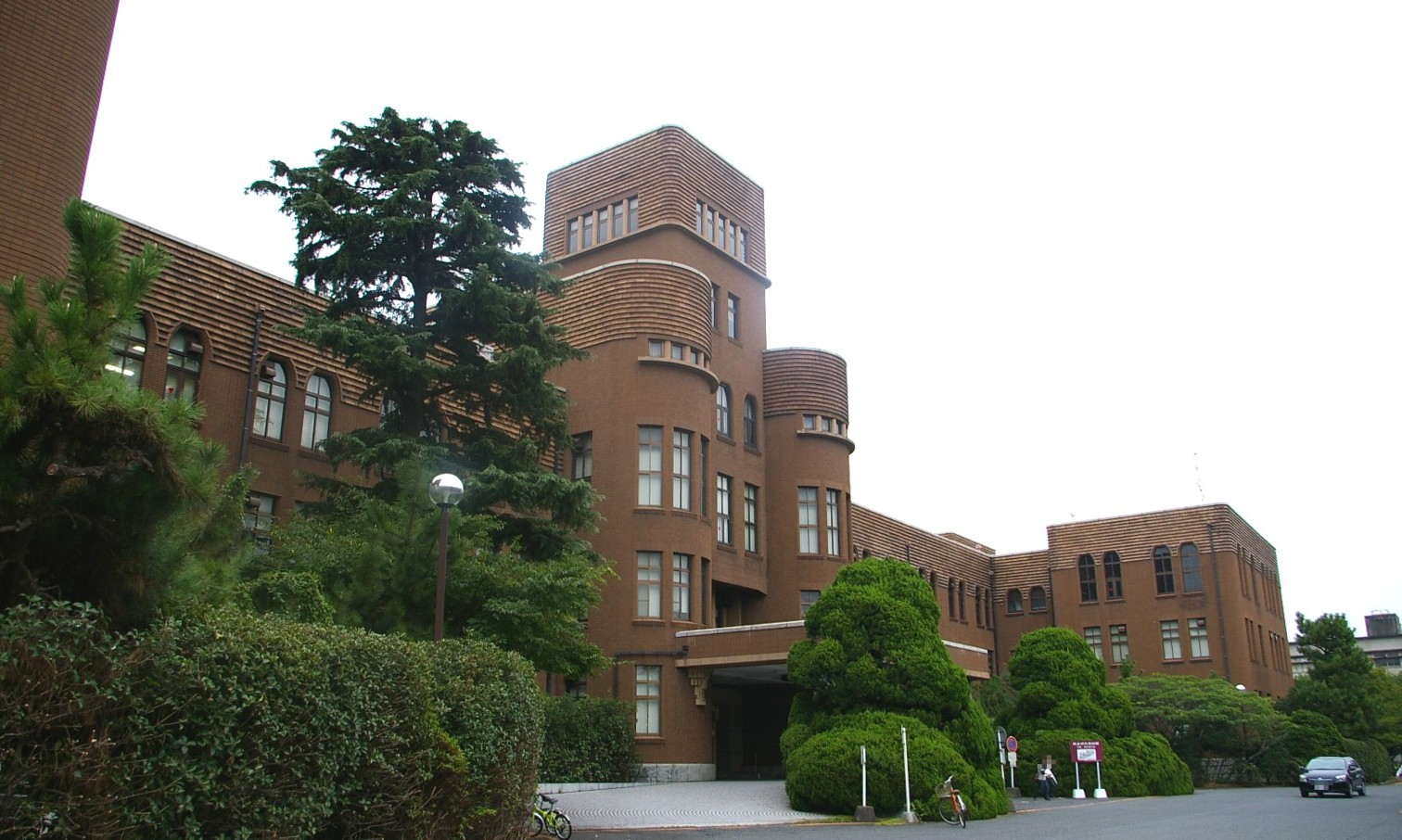
La faculté d'ingénierie héberge une partie des fonds.

L'établissement dispose d'un musée depuis avril 2000, mais celui-ci reste une simple structure administrative permettant de gérer les collections dispersées entre plusieurs facultés. Aucun bâtiment ne rassemble l'ensemble de ces fonds, mais la construction de ce type de structure est envisagée par l'université sur le campus d'Ito. Deux lieux d'exposition permettent d'avoir accès à une partie de ceux-ci sur le campus d'Hakozaki, dans le bâtiment de la faculté d'ingénierie, et dans le Memorial Auditorium.
Les collections sont regroupées dans cinq catégories principales. Les réserves comptent quelque 400 000 spécimens regroupés dans les locaux de la faculté d'études culturelles et sociales. Environ 280 000 pièces, dont 3 300 fossiles, sont conservées par la faculté des sciences. La faculté de médecine compte 100 000 pièces en rapport au corps humain ou aux parasites. La faculté des sciences de la vie et de l'environnement compte deux collections : une première regroupant quelque 5 millions de spécimens provenant de 10 000 types d'insectes, et une seconde regroupant 66 000 spécimens provenant de 300 types de plantes.
Il dispose par ailleurs de trois laboratoires de recherche qui travaillent sur la conservation, l'analyse, et la valorisation de ces fonds, et qui comptent environ 70 universitaires. Des expositions thématiques sont régulièrement organisées.

#### Hôpital

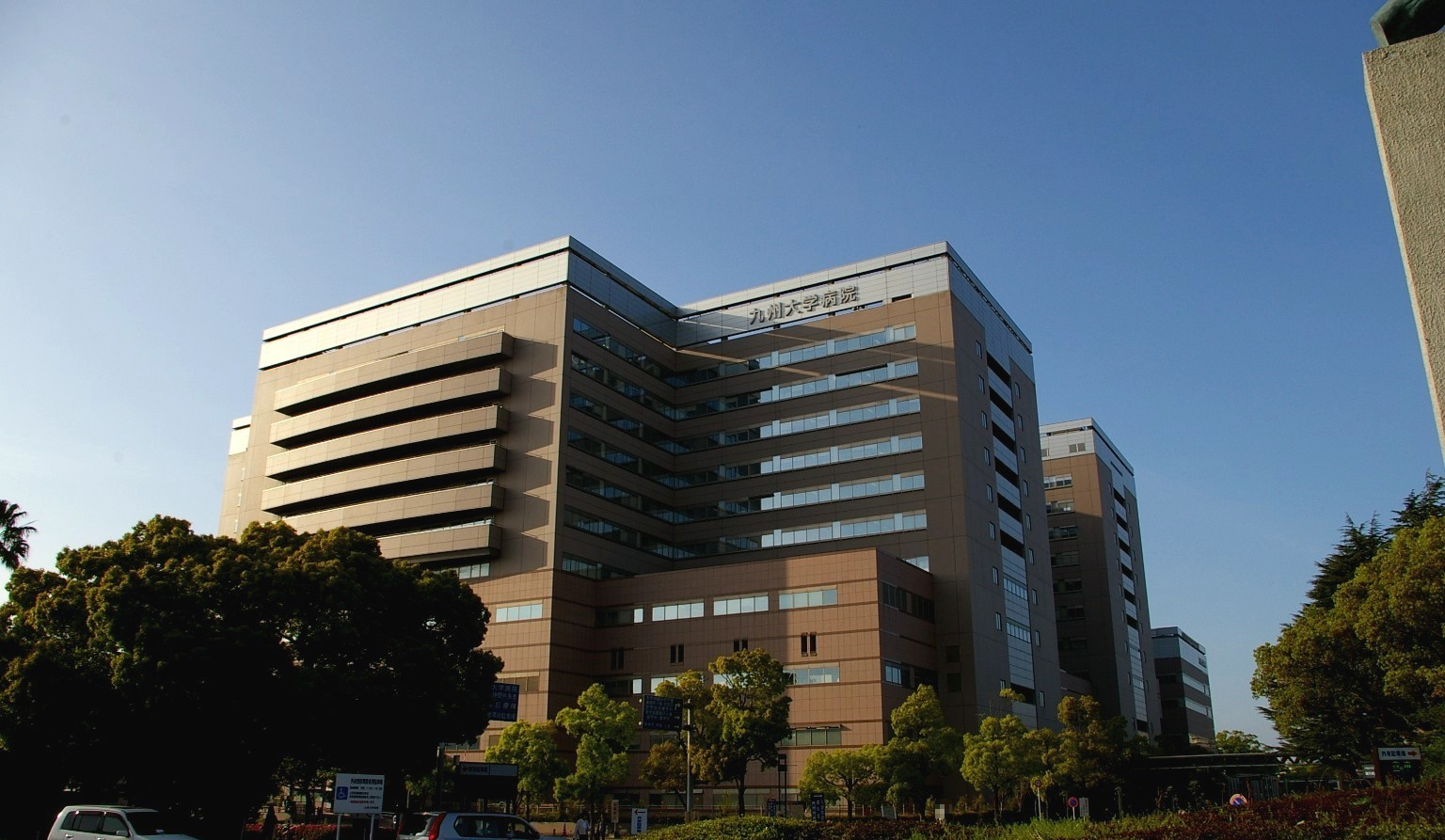
L'hôpital de l'université.

L'université dispose d'un hôpital qui existe sous sa forme actuelle depuis octobre 2003. Il est issu de la fusion cette année-là de trois autres hôpitaux : l’hôpital universitaire de la faculté de médecine ouvert en 1903, l’hôpital universitaire de la faculté d'odontologie dont l'origine remonte à 1922, et l’hôpital de l'institut médical de biorégulation ouvert en 1982 à Beppu.
Le principal complexe est situé sur le campus de Katakasu où les trois bâtiments principaux ont été construits en 2001, 2006, et 2009. Les activités médicales ont d'abord emménagé entre 2001 et 2006, suivies pas les activités d'odontologie en 2009.
Les effectifs des services hospitaliers sont composés en 2010 de 640 médecins, de 251 dentistes, de 884 infirmières, et de 582 autres personnes travaillant dans des tâches non médicales. Il dispose par ailleurs de 1 415 lits répartis dans 41 services. En 2005, l'hôpital a traité quelque 425 956 patients.

## Enseignement et recherche

### Scolarité
Les personnes voulant intégrer l’université de Kyūshū en tant qu’étudiants doivent préalablement passer un examen national, le test du Centre national des admissions à l'université. Les candidats ayant obtenu un score suffisant à cet examen peuvent se présenter au concours d’entrée de l’université. L’accès à celle-ci se fait à l’issue de cette seconde sélection où les épreuves sont propres à la faculté demandée. En 2010, quelque 8 990 personnes se sont présentées à ces examens, pour un total de 2 654 places finalement attribuées.
Au total, l'université a délivré en 2009 un total de 129 069 diplômes de licence, 42 480 diplômes de master, 16 493 diplômes de doctorats, et 908 diplômes professionnels depuis sa création. L'établissement place, selon une enquête du Weekly Economist de 2011, environ 15,3 % de ses diplômés dans l'une des 400 principales entreprises de l'archipel, pour un total de 2 529 diplômés.
Une association nationale des anciens étudiants est créée en 1999 en regroupant les associations d'anciens étudiants que 13 facultés entretenaient dans différentes régions du Japon. D'autres associations d'anciens étudiants existent aussi à l’étranger, comme en Corée où elle est créée en 1948, ou plus récemment en Chine où elle est créée en 2004.

### Relations internationales
L'établissement dispose de programmes d'échange d'étudiants conclus au niveau de l'établissement ou au niveau des facultés. L'université dispose ainsi de programmes avec 110 établissements de 27 pays, et les facultés de programmes avec 192 établissements de 39 pays. Elle est membre depuis 2010 des treize premières universités sélectionnées par le programme « Global 30 » du ministère de l'Éducation japonais qui vise à augmenter le nombre d’étudiants étrangers au Japon. Elle dispose par ailleurs de dix bureaux de liaison à l'étranger.

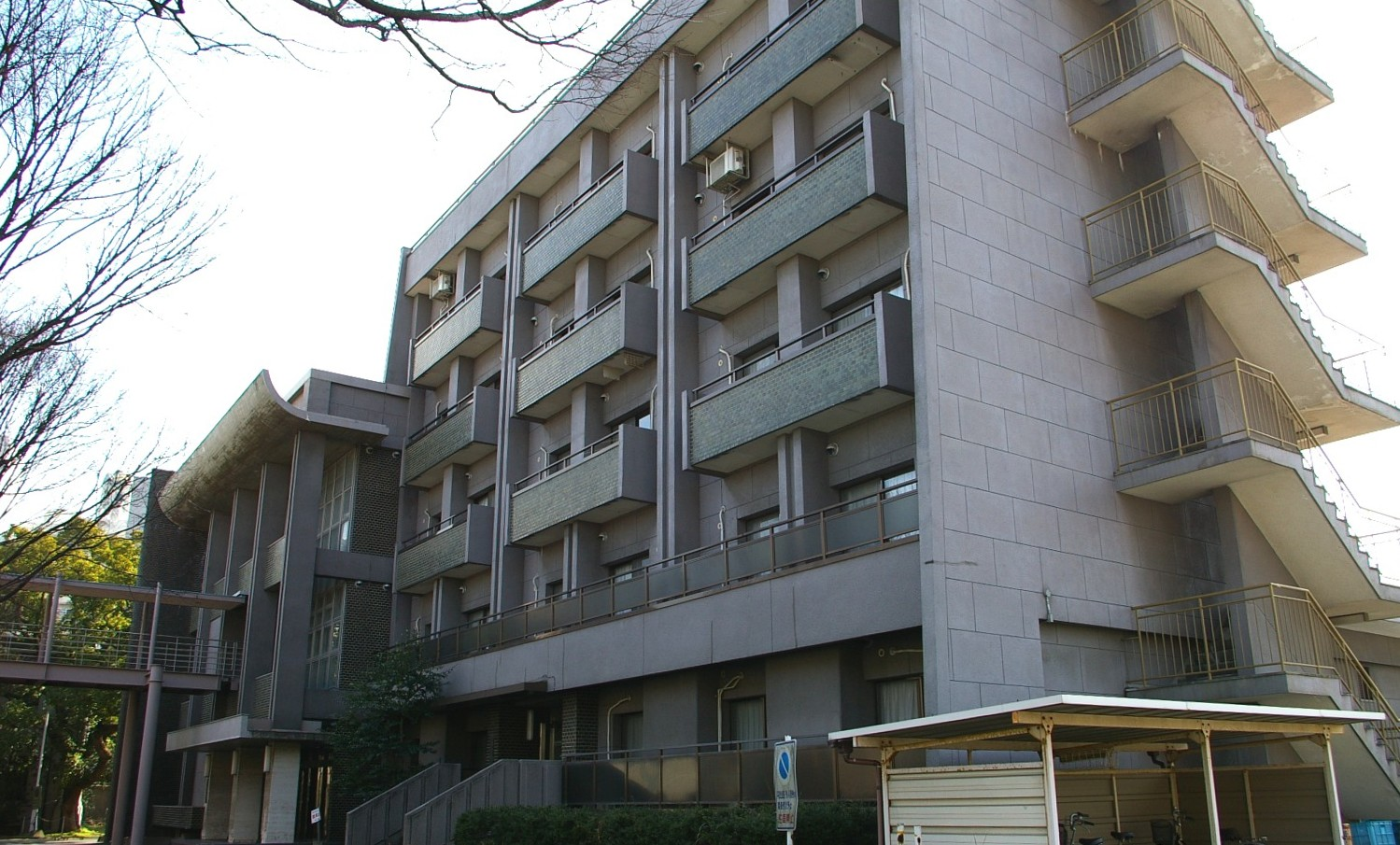
Un des dortoirs réservés aux étudiants étrangers.

Les étudiants étrangers représentent en 2010 une population de 1 713 personnes, venant de 81 pays différents. L'établissement met à disposition d'une partie d'entre eux un total de six dortoirs, le premier ouvert en 1967, et totalisant un peu plus de 500 places. L'université envoie par ailleurs des étudiants à l'étranger via des accords académiques, et en 2010, ceux-ci représentent 232 étudiants, principalement en Europe (45 %), en Asie (32 %), et en Amérique du Nord (22 %).
Les chercheurs sont aussi concernés par cette mobilité. En 2009, l'université a compté 954 visites de chercheurs étrangers, principalement venant d'Asie, d'Europe et d'Amérique du Nord avec respectivement 653, 157, et 102 visites. Les chercheurs de l'université ont compté eux 2 872 visites à l'étranger la même année, principalement en Asie, Europe, et Amérique du Nord avec respectivement 1 426, 679, et 604 visites.

### Recherches
Le ministère dont dépend l'université a financé en 2009 1733 projets de recherches de l'établissement pour un montant total de 6,2 milliards de yens. Il a par ailleurs fait bénéficier l'université de financements spéciaux pour cinq de ses programmes de recherche dans le cadre du « global Center Of Excellence program » (COE).
L’université est aussi propriétaire de brevets déposés par ses équipes de recherches. Elle se classe au 6e rang des universités japonaises par son nombre de brevets déposés lors de l'année 2009 avec 141 dépôts enregistrés par le bureau japonais des brevets.

### Scientométrie
L’université figure dans plusieurs palmarès universitaires. En 2010, le classement de l'université Jiao-tong de Shanghai classait l’université de Kyūshū entre la 151e et la 200e place mondiale et plus particulièrement entre la 51e et la 75e place pour la recherche en chimie. Le classement QS World University Rankings place en 2010 l’université à la 122e place mondiale et plus particulièrement à la 150e place pour les sciences naturelles, à la 123e place pour l'ingénierie et les technologies. Le classement de l'école des mines de Paris place l’université en 2010 à la 38e place mondiale.
Selon l'agence Thomson Reuters, l'université a publié en pour la période 1999-2009 29 457 articles de recherche, et les travaux de ses chercheurs ont été cités 312 666 fois, ce qui place l'établissement à la 7e place japonaise, et à la 124e place mondiale.

## Implantations
| \| Ōhashi Chikushi Hôpital Ito Ropponmatsu Hakozaki \| Localisation des implantations de l'université de Kyūshū à Fukuoka. |
| Ōhashi Chikushi Hôpital Ito Ropponmatsu Hakozaki                                                                           |

L'université compte plusieurs campus situés à Fukuoka, et une antenne de 100 217 m2 située à Beppu. Elle dispose par ailleurs de trois forêts servant à des expérimentations dans l'île de Kyūshū à Kasuya, à Sawara, et à Shiiba, et d'une autre forêt dans l'île de Hokkaidō à Ashoro.

### Campus de Fukuoka
L'établissement dispose de trois campus dans le centre de Fukuoka : le campus d'Ōhashi (大橋キャンパス) qui couvre 63 058 m2, le campus de Chikushi (筑紫キャンパス) qui couvre quelque 257 334 m2, et le campus de l’hôpital qui couvre 313 745 m2. Celui d'Ōhashi est consacré aux activités liées au design, celui de Chikushi à des activités liées à l'ingénierie, et le campus de l’hôpital aux activités liées à la médecine et à l'odontologie.

### Campus d'Ito
Le campus d'Ito (伊都キャンパス) remplace les campus de Hakozaki, de Ropponmatsu, et de Kasuya, et regroupe leurs activités sur quelque 2 331 069 m2 dans une zone englobant une partie de l'ouest de Fukuoka et des villes voisines de Maebaru et de Shima. Il doit à terme devenir le campus principal de l'établissement. Les facultés d'ingénierie occupent le site depuis 2007, suivies à partir de 2008 des facultés d'éducation, de sciences sociales et culturelles, de langues, de mathématiques, et à partir de 2012 des facultés de sciences, de technologies, des sciences humaines, et d'agriculture.
Sa création est lancée en 1991, date à laquelle il est décidé de concentrer les activités de deux campus sur un unique nouveau campus. L'acquisition du terrain est finalisée en décembre 1998 et les travaux de construction commencent en janvier 2003. Le nouveau campus commence à ouvrir en 2005 avec le déménagement des facultés présentes sur le campus de Hakozaki vers celui-ci, et le déménagement provisoire des facultés présentes sur le campus de Ropponmatsu vers celui de Hakozaki avant leurs intégrations progressives sur le nouveau campus jusqu'en 2019. La destruction du campus de Ropponmatsu est effectuée entre janvier et septembre 2011.

### Anciens campus de Ropponmatsu et de Hakozaki

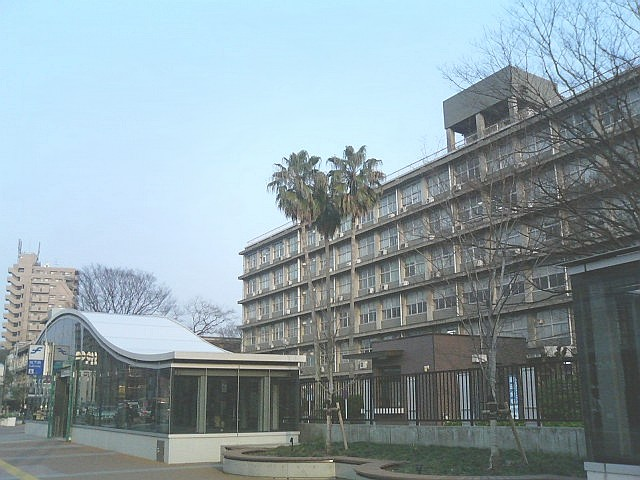
Ancien campus de Ropponmatsu.

L'université a géré deux campus à Fukuoka, le campus de Ropponmatsu (六本キャンパス) et le campus de Hakozaki (箱崎キャンパス), qu'elle ferme à partir de 2011 dans le cadre de la construction du campus d'Ito. Celui de Ropponmatsu occupait près de 88 684 m2, et celui de Hakozaki 455 312 m2. Ce dernier, situé près de l'aéroport de Fukuoka, est déménagé dans le but de garantir une plus grande sécurité et un plus grand calme pour les étudiants après avoir été utilisé de 1921 à 2009.
Le campus de Ropponmatsu est utilisé jusqu'à sa fermeture par les activités d'enseignement de premier cycle, et ceux des facultés de sciences sociales et culturelles, et de langues étrangères. Celui de Hakozaki est utilisé par les facultés d'ingénierie, de technologie, de sciences, de sciences humaines, et d'agriculture.

## Image et communication
D'après une enquête du Nikkei Business Publications (en), l'image, en tant que marque associée à l'établissement, arrive au premier rang de celui des universités de la région de Kyūshū.

### Symboles

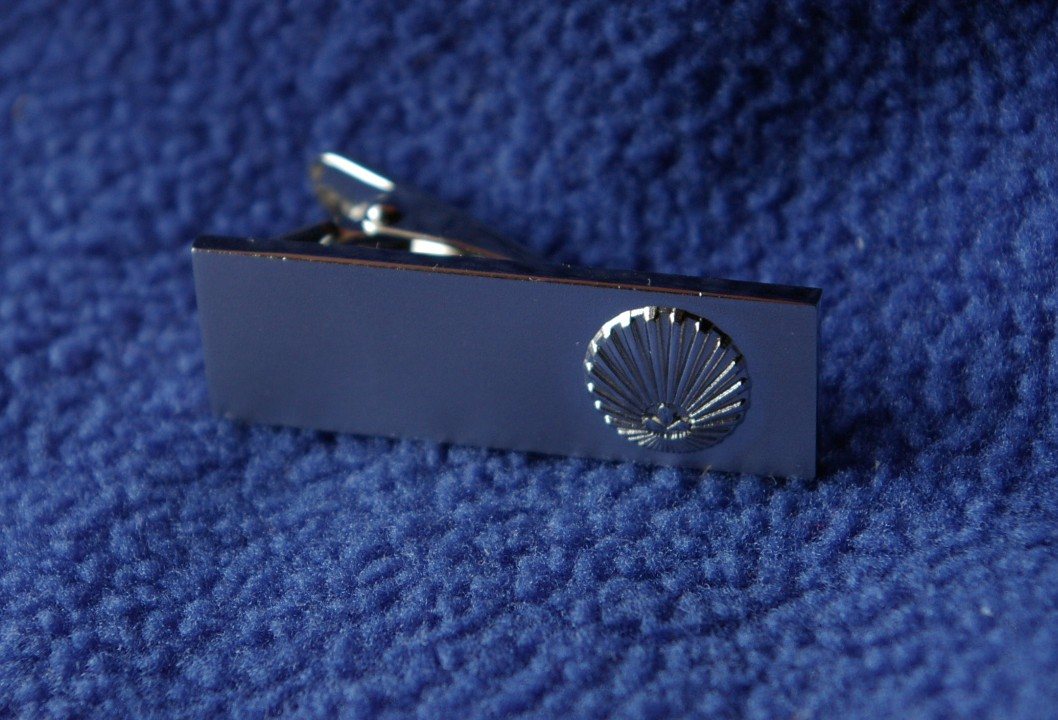
Logo de l'établissement sur du merchandising.

L'université décide de se doter d'un logo en 1949, et lance un concours auprès de ses étudiants pour la création de celui-ci. 70 d'entre eux proposent ainsi 153 projets, et c'est finalement l'un d'entre eux reprenant un motif de pomme de pin, arbre très présent aux abords du campus, qui est sélectionné et utilisé depuis le 10 février 1950, puis repris par la suite lorsqu'un nouveau logo est dessiné en 2004. Cette même année, la couleur de l'établissement qui était alors le brun est modifiée en faveur du bordeaux.
Plusieurs chants sont liés à l'établissement. Deux d'entre eux, La Pinède (松原, Matsubara) et Le sommet grandissant (聳えて高き, Sobietetakaki), sont issus d'un concours lancé par l'établissement en 1954. En 1958, la Marche du printemps (春の讃歌, Haru no Sanka) est choisie officiellement par l'université comme chant officiel.

### Communication

#### Presses universitaires
L’université dispose depuis 1975 d’une maison d'édition universitaire, les Presses universitaires de l'université de Kyūshū (九州大学出版会, Kyūshū daigaku shuppan-kai). Elles servent par ailleurs de maison d'édition pour 15 autres universités du sud du Japon, réparties de Hiroshima au nord à Okinawa au sud.
Elles ont publié en 2010 plus de 30 titres, et comptent un catalogue de près de 950 titres la même année, incluant des publications en anglais comme en japonais. Elles sont situées sur le campus de Hakozaki.

#### Média
Plusieurs revues sont éditées par l'université, dont une revue bisannuelle publiée en anglais depuis 1999 pour présenter ses activités à l'étranger, Kyudai News. L'association d'anciens étudiants publie elle aussi six fois par an une revue, Kyūdai Kōhō (九大広報).

## Vie étudiante

### Traditions et festivités
Plusieurs festivals sont organisés par l'université chaque année. La fête de l'université (九州大学祭, Kyūshū daigaku sai) se tient tous les ans en novembre depuis 1948, et consiste en plusieurs activités mises en place par des étudiants ou des enseignants comme des concerts et ou des démonstrations d'expériences scientifiques. Il se tenait jusqu'en 2008 sur le campus de Ropponmatsu et est organisé à partir de l'édition de 2009 sur le campus d'Ito.

### Associations étudiantes
L’université compte plusieurs types d’associations étudiantes (サークル, sākuru), centrées sur le sport, la culture, ou dépendant d'une faculté. En 2010, elle compte ainsi 52 associations culturelles, 51 autres associations sportives concentrées sur la pratique de sport pour les loisirs, et 62 associations dépendant d'une faculté. 
Plusieurs associations sportives sont engagées annuellement dans une compétition qui regroupe des équipes des anciennes universités impériales.
Les associations disposent de plusieurs installations sur les campus et en dehors de Fukuoka, le plus ancien étant la maison de la montagne (山の家, Yama no uchi) ouverte en 1937.

## Personnalités liées

### Étudiants

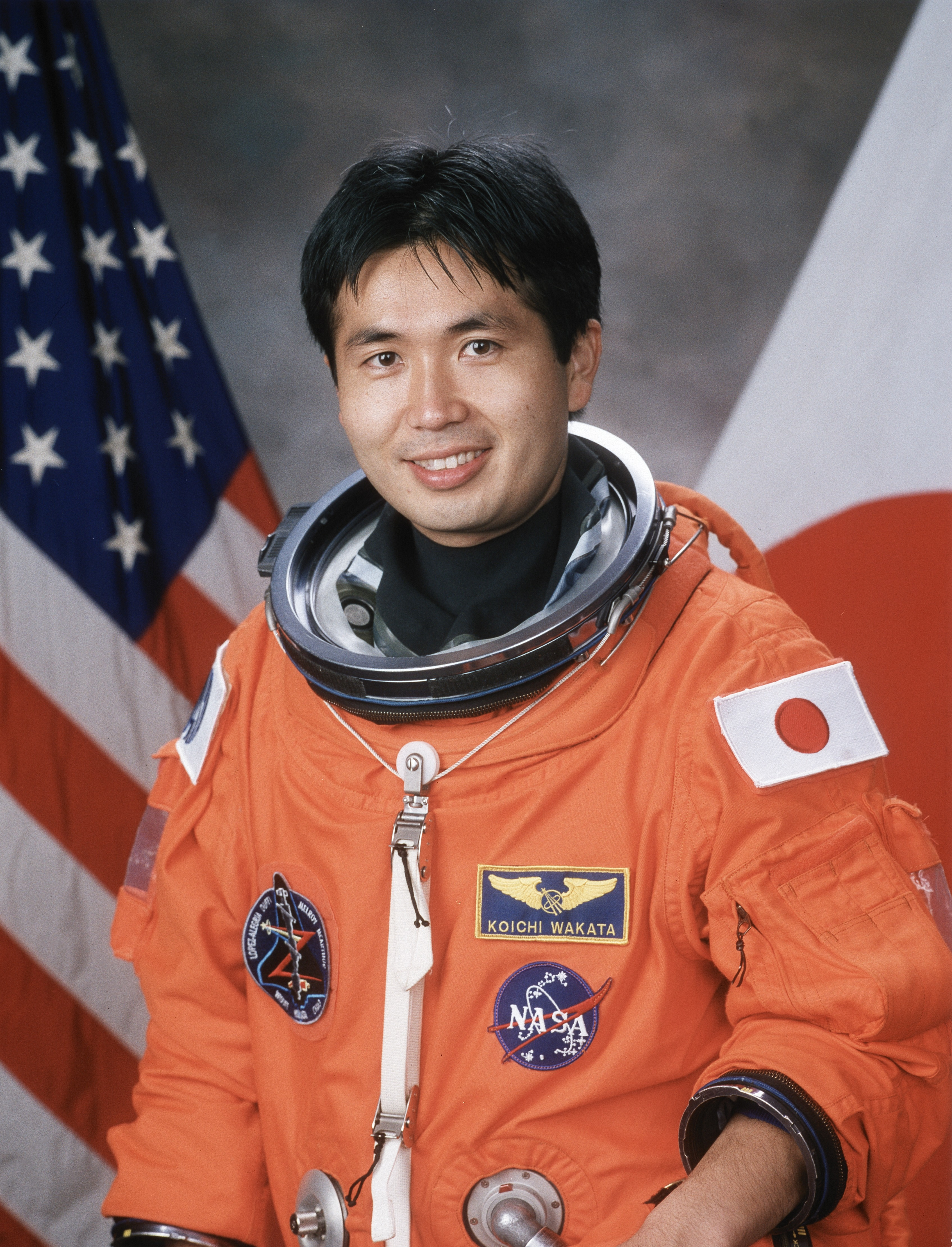
Koichi Wakata, ancien étudiant de l'établissement.

Plusieurs anciens étudiants de l'université se sont illustrés dans le domaine de l'économie et de la politique. Plusieurs patrons de grandes entreprises japonaises étaient en 2010 des anciens de l'université, comme Hiroshi Sato qui dirige Kobe Steel, ou Yoshio Sato qui dirige Sumitomo Life. Dans le domaine politique, Ryūko Sakurai, juge à la cour suprême du Japon, est une ancienne de l'établissement ; quatre parlementaires japonais sont issus de l'université en 2010.
Dans le domaine des arts, plusieurs anciens se sont illustrés, dont Shimao Toshio, Prix Tanizaki en 1977, Junzō Shōno, prix Akutagawa en 1954, ou encore Yasushi Inoue, prix Akutagawa en 1950.
Enfin dans le domaine des sciences, Guo Moruo, président de l'Académie chinoise des sciences, ou encore le spationaute Koichi Wakata ont étudié à l'université.

### Docteurshonoris causa
En mars 1965, un système de doctorat honoris causa est mis en place par l’université. Il vise alors à récompenser les personnalités étrangères qui ont permis des avancées dans les domaines d’enseignement et de recherche de l’établissement. Le système est réformé en 1998 afin de pouvoir honorer des personnes exerçant hors du domaine académique.
Dans le domaine académique, l'Allemand Hans Reese est le premier titulaire de cette distinction qu'il obtient en 1965, suivis du Français Frédéric Joüon des Longrais en 1966, du Thaïlandais Payong Chutikul en 1978, de l'Allemand Dieter Norr en 1991, et du prix Nobel de chimie français Jean-Marie Lehn en 2005.
Dans le domaine politique, le Premier ministre coréen Kim Jong-pil a reçu cette distinction en 1998, suivis du consul général à Yokohama coréen Seo Hyun-Seop en 2001, puis du Premier ministre français Dominique de Villepin en 2004.
Enfin, dans le domaine économique, le Franco-Libanais et président de Renault et de Nissan Carlos Ghosn a reçu cette distinction en 2003, suivi en 2010 par le fondateur de SYNNEX Robert T. Huang.